# Hg och Hg2
Hg och Hg2 var två mycket närstående ellokstyper hos SJ (och för Hg även TGOJ) som användes till lätt passagerar- och godstrafik samt växling.

## Behov av lätta ellok
I samband med att SJ på 1930-talet började elektrifiera även mindre linjer som inte kunde ta de tunga elloken av D-typ behövde man ett lättare alternativ. De första lättare elloken med mittplacerad enkelhytt var Ha, Hb, Hc och Hd. De hade likartat utseende som Hg och Hg2, men var svagare, lättare och för Ha och Hb även något kortare. De olika modellerna var successiva förbättringar, och Hg (samt Hg2, som egentligen var ombyggda Hg) var slutresultatet i den följden.

## Utseende
Loket hade ett mycket karakteristiskt utseende med en mittplacerad enkelhytt och svagt sluttande motorhuvar framför och bakom denna. Strömavtagaren var placerad på det i sidled lätt välvda hyttaket. Som alla lok och vagnar från den här tiden var SJ-versionerna målade i rödbrunt. TGOJ-loken hade dock det vanliga TGOJ-utförandet vid den här tiden: Ljusare brunorange med vita linjer i front och akter, samt en ensam vit linje längs sidan av hytten.

## Multipelkörning
Under 1970-talet kom Hg2, som var Hg-lok som hade byggts om så de kunde användas för multipelkörning. På så sätt kunde Hg2-loken användas även för att dra tunga godståg.

## Sista åren
Hg och Hg2 användes fram till 1992 hos SJ, 1993 hos TGOJ. Flera lok finns bevarade som museilok.